# Blind Rage
Blind Rage – czternasty album studyjny niemieckiego zespołu heavymetalowego Accept wydany 15 sierpnia 2014 roku przez Nuclear Blast Records. Jest to ostatni album z udziałem perkusisty Stefana Schwarzmanna oraz gitarzysty Hermana Franka.

## Lista utworów[1]
1. "Stampede" - 5:14
2. "Dying Breed" - 5:21
3. "Dark Side of My Heart" - 4:37
4. "Fall of the Empire" - 5:45
5. "Trail of Tears" - 4:08
6. "Wanna Be Free" - 5:37
7. "200 Years" - 4:30
8. "Bloodbath Mastermind" - 5:59
9. "From the Ashes We Rise" - 5:43
10. "The Curse" - 6:28
11. "Final Journey" - 5:02

## Twórcy
- Mark Tornillo - Wokal
- Wolf Hoffmann - Gitara
- Herman Frank - Gitara
- Peter Baltes - Gitara Basowa
- Stefan Schwarzmann - Perkusja